# Lactobacillus kalixensis
Lactobacillus kalixensis è una specie di batterio appartenente alla famiglia delle Lactobacillaceae.